# Márton Gyöngyösi

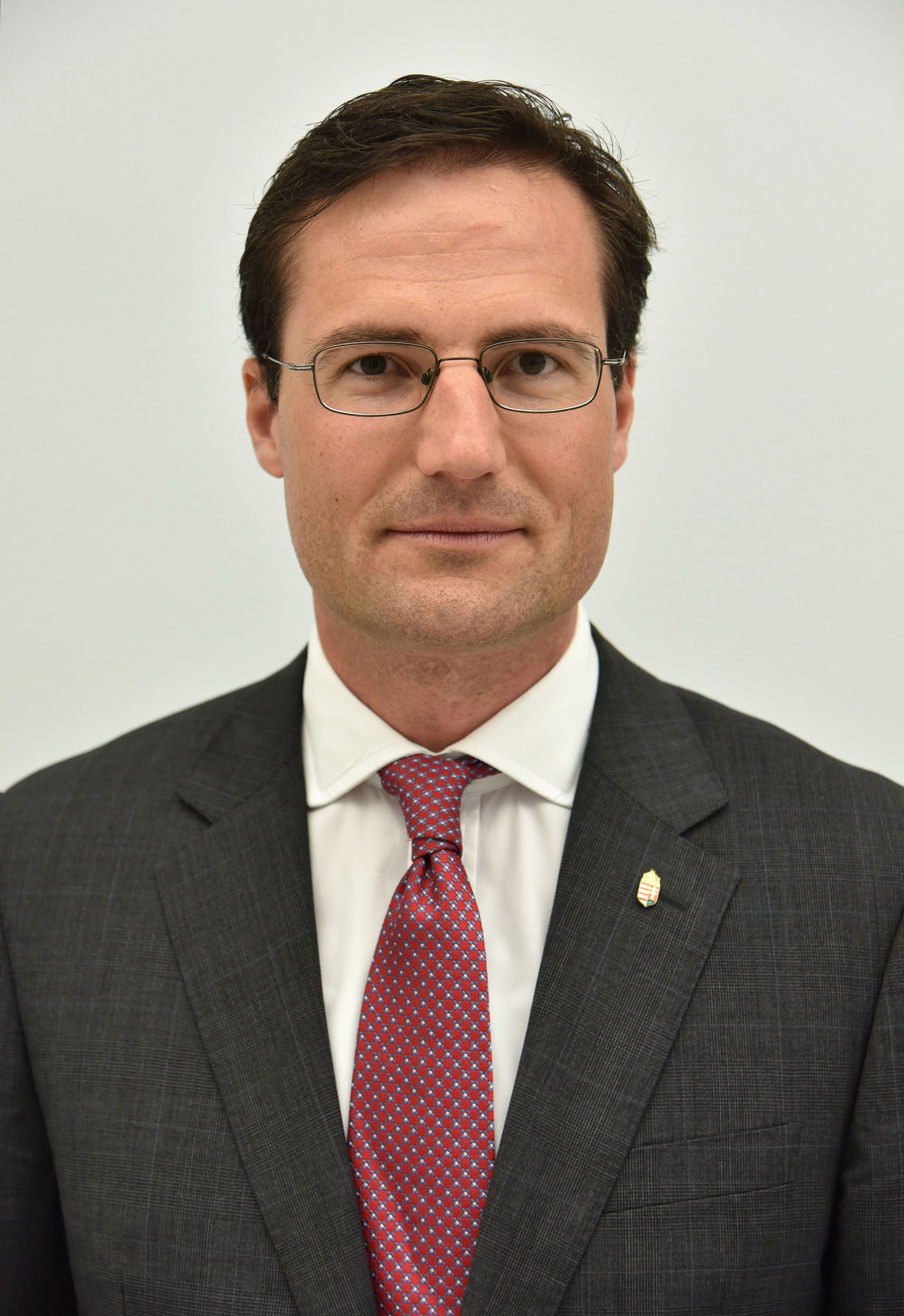
Márton Gyöngyösi

Márton Gyöngyösi (Kecskemét, 8 juni 1977) is een Hongaarse politicus, vicepresident van de Hongaarse politieke partij Jobbik.
Gyöngyösi werd verkozen tot parlementslid bij de parlementsverkiezingen van 2010. Tussen 2010 en 2018 was hij vicevoorzitter van het Buitenlands Comité van de Hongaarse Nationale Vergadering. Hij was de leider van de Jobbik-fractie van 2018 tot 2019. In 2019 stond hij zijn zetel in het nationale parlement af, omdat hij was verkozen tot lid van het Europees Parlement.

## Jonge jaren
Als kind van Hongaarse deskundigen op het gebied van buitenlandse handel bracht Márton Gyöngyösi het grootste deel van zijn jeugd door in Egypte, Irak, Afghanistan en India. Hij studeerde in 2000 af aan het Trinity College in Dublin, waar hij economie en politicologie studeerde. Hij studeerde als uitwisselingsstudent een jaar aan de Friedrich Alexander-Universiteit in Neurenberg.
In december 2004 verhuisde hij terug naar Hongarije en ging hij aan de slag als belastingadviseur op het kantoor in Boedapest van KPMG. Tussen 2007 en 2010 werkte hij als specialist bij Ernst & Young.
Gyöngyösi spreekt Engels, Duits en Russisch.

## Persoonlijk
Gyöngyösi is getrouwd met Ágnes Gyöngyösiné Cserhalmi, jurist en econoom. Ze hebben een zoon.